# Pierre-Jean-Baptiste Chomel
Pierre-Jean-Baptiste Chomel, né à Paris le 2 septembre 1671 et mort le 4 juillet 1740, est un botaniste français, neveu de Noël Chomel.

## Biographie
À quatorze ans, ses études littéraires étant finies, il se tourne vers la médecine et la botanique. En 1692, il suit les leçons et les herborisations de Joseph Pitton de Tournefort, dont il devient l'ami. L'année suivante, des affaires de famille l'ayant appelé en Auvergne, il y emploie ses moments de loisir à l'étude des plantes. En 1694, il revient à Paris, où il est reçu docteur en 1697. Philibert Collet, avocat de Dijon et amateur de botanique, ayant attaqué Tournefort et critiqué sa méthode par deux lettres insérées dans le Journal des savants, Chomel lui répond par deux lettres qui paraissent dans le même journal.
Son goût pour la botanique lui attire les faveurs de Guy-Crescent Fagon, premier médecin du roi. Tournefort ayant formé le projet de faire l'histoire générale des plantes du royaume, Chomel se charge de l'aider et d'en faire la recherche. En 1700, il parcourt l'Auvergne, le Puy-de-Dôme et les sommets du Cantal, ainsi que le Bourbonnais et les montagnes du voisinage, fertiles en plantes médicinales. Lorsque la fonte des neiges le force à interrompre ses recherches, il analyse les eaux minérales de la Limagne, visite les eaux de Vie et de Chaudes-Aigues, et fait des observations sur quarante sortes d'eaux minérales. Il revient à Paris avec une abondante récolte de plantes, la plupart inconnues, qu'il envoie au Jardin du roi. Lorsque Fagon lui fait observer que plusieurs plantes précieuses manquent à la collection, Chomel repart aussitôt pour l'Auvergne. Il trouve sous la neige qui commence à couvrir les montagnes les plantes que Fagon lui a décrites et les lui rapporte.
Entre 1703 à 1720, il communique successivement à l'Académie des sciences sept mémoires qui contiennent la description et l'histoire d'un même nombre de plantes, ainsi que plusieurs observations sur les eaux minérales et sur des maladies extraordinaires. En 1707, Fagon le présente à Louis XIV en qualité de médecin de quartier, en survivance de son père, qui avait donné sa démission. Il commence alors à donner des cours publics où il enseigne les propriétés et les vertus des plantes d'usage, et réunit dans un jardin du faubourg Saint-Jacques les plantes qui lui sont nécessaires. Il devient associé botaniste à l'Académie des sciences en 1707 et il est élu doyen de la faculté en 1738. Il remet une partie de ses mémoires à Louis Guillaume Le Monnier, qui en publie le catalogue.

## Hommage
- Rue Chomel (Paris)

## Publications
- Réponse de M. Chomel,… à deux lettres écrites par M. P. C. (Collet) sur la botanique, Paris, 1697
- Abrégé de l'histoire des plantes usuelles, dans lequel on donne leurs noms différens françois et latins, la manière de s'en servir, la dose et les principales compositions de pharmacie dans lesquelles elles sont employées (1712). Nombreuses éditions, dont plusieurs publiées par son fils, la dernière ayant paru en 1803.

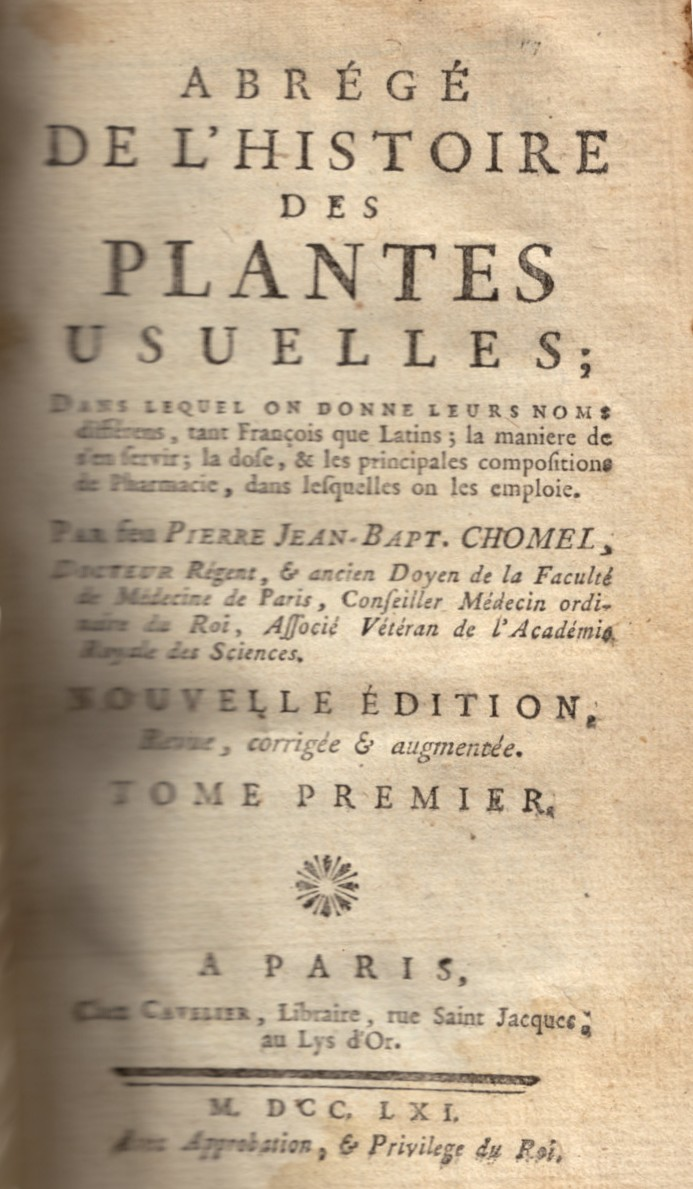
Abrégé de l'Histoire des Plantes Usuelles,
édition 1761.